# Cry Baby Tour
Cry Baby Tour foi a segunda turnê da artista musical estadunidense Melanie Martinez, em suporte para o seu álbum Cry Baby. A turnê foi oficialmente anunciada em julho de 2015, com datas para os locais norte-americanos revelados. A turnê teve uma segunda fase, sendo terminada em novembro de 2016 com shows pela Europa.

## Atos de abertura
América do Norte
- Handsome Ghost (em alguns shows da primeira e segunda parte na América do Norte)[6][7][8]
- Alvarez Kings (em alguns dos shows da segunda parte na América do Norte/Europa)[9][10][nota 1]
- Mainland (em alguns shows da segunda parte na América do Norte)[11]

## Repertório
O repertório da turnê é organizada da mesma forma que a lista de faixas do álbum Cry Baby, enquanto o bis tem as músicas da edição deluxe e singles.
1. "Cry Baby"
2. "Dollhouse"
3. "Sippy Cup"
4. "Carousel"
5. "Alphabet Boy"
6. "Soap"
7. "Training Wheels"
8. "Pity Party"
9. "Teddy Bear"
10. "Tag, You're It"
11. "Milk and Cookies"
12. "Pacify Her"
13. "Mrs. Potato Head"
14. "Play Date"
15. "Mad Hatter"

Bis
1. "Gingerbread Man"
2. "Cake"

## Datas

### Primeira fase
| América do Norte       |                  |                |                                |
| 26 de agosto de 2015   | Charlotte        | Estados Unidos | Amos’ Southend                 |
| 27 de agosto de 2015   | Nashville        | Estados Unidos | High Watt                      |
| 29 de agosto de 2015   | Atlanta          | Estados Unidos | Vinyl                          |
| 30 de agosto de 2015   | Orlando          | Estados Unidos | The Social                     |
| 01 de setembro de 2015 | Raleigh          | Estados Unidos | Lincoln Hall                   |
| 02 de setembro de 2015 | Freehold         | Estados Unidos | Gamechanger World              |
| 03 de setembro de 2015 | Boston           | Estados Unidos | Sinclair                       |
| 09 de setembro de 2015 | Filadélfia       | Estados Unidos | World Café                     |
| 10 de setembro de 2015 | Hamden           | Estados Unidos | College Street Music Hall      |
| 11 de setembro de 2015 | Nova Iorque      | Estados Unidos | Highline Ballroom              |
| 13 de setembro de 2015 | Washington, D.C. | Estados Unidos | U Street Music Hall            |
| 14 de setembro de 2015 | Cleveland        | Estados Unidos | Cambridge Room, House of Blues |
| 15 de setembro de 2015 | Pittsburgh       | Estados Unidos | Club AE                        |
| 16 de setembro de 2015 | Columbus         | Estados Unidos | A and R Music Bar              |
| 18 de setembro de 2015 | Detroit          | Estados Unidos | The Shelter                    |
| 20 de setembro de 2015 | Chicago          | Estados Unidos | Lincoln Hall                   |
| 21 de setembro de 2015 | Minneapolis      | Estados Unidos | Triple Rock Social Club        |
| 25 de setembro de 2015 | Tucson           | Estados Unidos | The Rock                       |
| 27 de setembro de 2015 | Santa Ana        | Estados Unidos | The Observatory                |
| 28 de setembro de 2015 | West Hollywood   | Estados Unidos | Troubadour                     |
| 29 de setembro de 2015 | Santa Cruz       | Estados Unidos | The Catalyst                   |
| 30 de setembro de 2015 | São Francisco    | Estados Unidos | Great American Music Hall      |
| 02 de outubro de 2015  | Vancouver        | Canadá         | The Media Club                 |
| 03 de outubro de 2015  | Portland         | Estados Unidos | Hawthorne Theatre              |
| 04 de outubro de 2015  | Seattle          | Estados Unidos | Chop Suey                      |
| 06 de outubro de 2015  | Denver           | Estados Unidos | Larimer Lounge                 |
| 07 de outubro de 2015  | Denver           | Estados Unidos | Larimer Lounge                 |
| 09 de outubro de 2015  | Kansas City      | Estados Unidos | The recordBar                  |
| 10 de outubro de 2015  | St Louis         | Estados Unidos | Off Broadway                   |
| 12 de outubro de 2015  | Dallas           | Estados Unidos | Cambridge Room, House of Blues |
| 15 de outubro de 2015  | Nova Orleães     | Estados Unidos | House of Blues                 |
| 16 de outubro de 2015  | Birmingham       | Estados Unidos | Saturn Birmingham              |
| 18 de outubro de 2015  | Greensboro       | Estados Unidos | Blind Tiger                    |
| 21 de outubro de 2015  | Milwaukee        | Estados Unidos | Turner Hall Ballroom           |
| 22 de outubro de 2015  | Lansing          | Estados Unidos | The Loft                       |
| 23 de outubro de 2015  | Grand Rapids     | Estados Unidos | The Stache at the Intersection |
| 26 de outubro de 2015  | Toronto          | Canadá         | Virgin Mobile Mod Club         |
| América do Sul         |                  |                |                                |
| 27 de novembro de 2015 | São Paulo        | Brasil         | Carioca Club                   |
| 29 de novembro de 2015 | Rio de Janeiro   | Brasil         | Miranda                        |

### Segunda fase

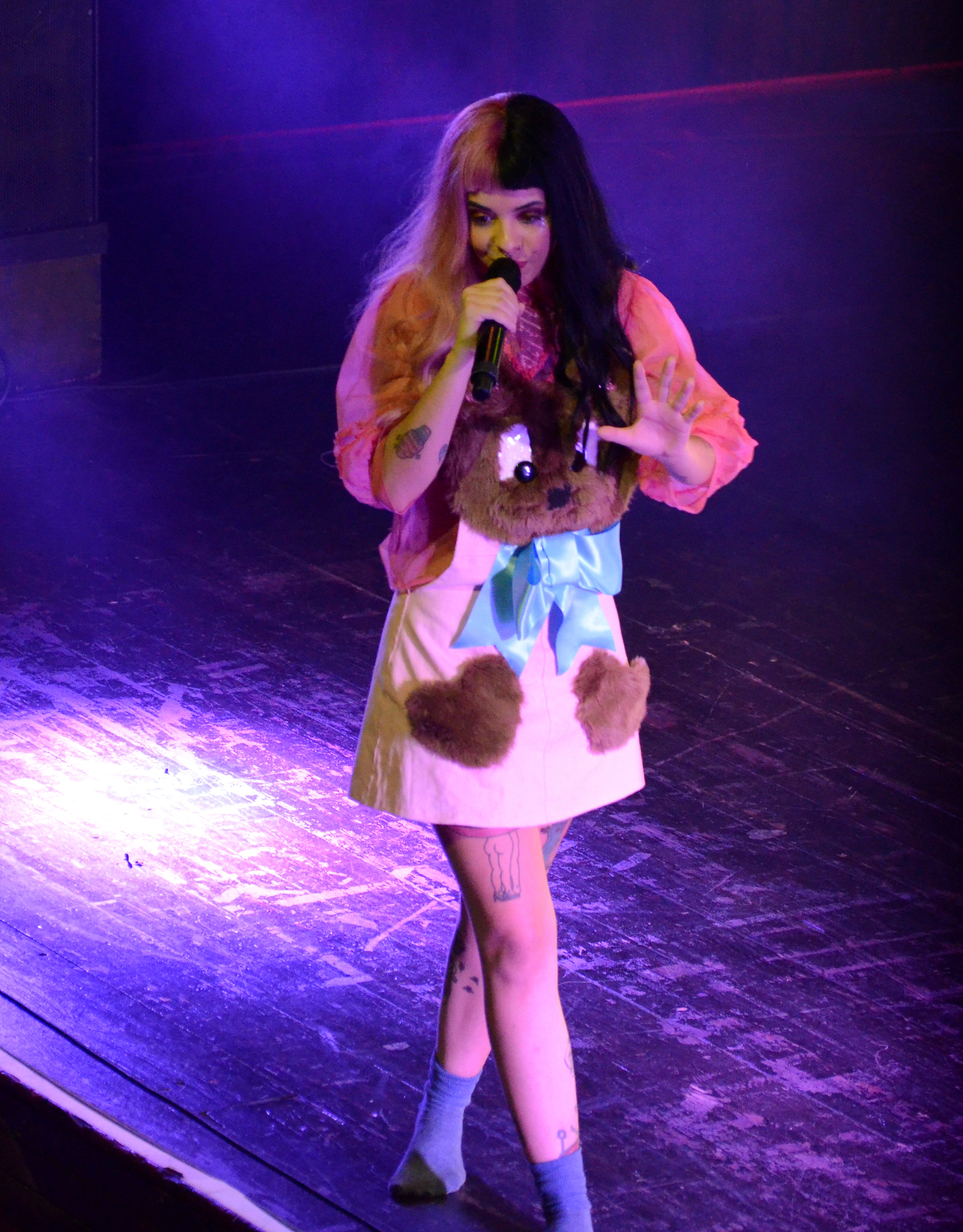
Melanie Martinez na segunda fase da turnê, em abril de 2016.

| Data                    | Cidade           | País           | Local                                 |
| ----------------------- | ---------------- | -------------- | ------------------------------------- |
| América do Norte        |                  |                |                                       |
| 20 de fevereiro de 2016 | Seattle          | Estados Unidos | The Showbox                           |
| 21 de fevereiro de 2016 | Vancouver        | Canadá         | Vogue Theatre                         |
| 23 de fevereiro de 2016 | Portland         | Estados Unidos | McMenamin's Crystal Ballroom          |
| 25 de fevereiro de 2016 | São Francisco    | Estados Unidos | The Regency Ballroom                  |
| 26 de fevereiro de 2016 | Los Angeles      | Estados Unidos | The Theatre at the Ace Hotel          |
| 28 de fevereiro de 2016 | Tempe            | Estados Unidos | Marquee Theatre                       |
| 1 de março de 2016      | Dallas           | Estados Unidos | South Side Music Hall                 |
| 2 de março de 2016      | Houston          | Estados Unidos | The Ballroom at Warehouse Live        |
| 3 de março de 2016      | Austin           | Estados Unidos | Emo's Austin                          |
| 5 de março de 2016      | Tampa            | Estados Unidos | The Ritz Ybor                         |
| 6 de março de 2016      | Lake Buena Vista | Estados Unidos | House of Blues                        |
| 8 de março de 2016      | Atlanta          | Estados Unidos | Buckhead Theatre                      |
| 9 de março de 2016      | Nashville        | Estados Unidos | Cannery Ballroom                      |
| 11 de março de 2016     | Louisville       | Estados Unidos | Mercury Ballroom                      |
| 12 de março de 2016     | Indianapolis     | Estados Unidos | Egyptian Room, Old National Centre    |
| 13 de março de 2016     | St. Louis        | Estados Unidos | The Pageant                           |
| 15 de março de 2016     | Kansas City      | Estados Unidos | Arvest Bank Theatre at The Midland    |
| 16 de março de 2016     | St. Paul         | Estados Unidos | Myth                                  |
| 17 de março de 2016     | Chicago          | Estados Unidos | Vic Theatre                           |
| 19 de março de 2016     | Milwaukee        | Estados Unidos | Riverside Theatre                     |
| 20 de março de 2016     | Royal Oak        | Estados Unidos | Royal Oak Music Theatre               |
| 21 de março de 2016     | Toronto          | Canadá         | Danforth Music Hall                   |
| 23 de março de 2016     | Montreal         | Canadá         | Club Soda                             |
| 24 de março de 2016     | Nova Iorque      | Estados Unidos | Playstation Theatre                   |
| 26 de março de 2016     | Philadelphia     | Estados Unidos | Trocadero Theatre                     |
| 28 de março de 2016     | Washington, D.C. | Estados Unidos | 9:30 Club                             |
| 29 de março de 2016     | Boston           | Estados Unidos | House of Blues                        |
| 31 de março de 2016     | Sayreville       | Estados Unidos | Starland Ballroom                     |
| 04 de abril de 2016     | Orlando          | Estados Unidos | House of Blues                        |
| 05 de abril de 2016     | Atlanta          | Estados Unidos | Buckhead Theatre                      |
| 07 de abril de 2016     | Austin           | Estados Unidos | Emo's Austin                          |
| 09 de abril de 2016     | Dallas           | Estados Unidos | South Side Music Hall                 |
| 10 de abril de 2016     | Houston          | Estados Unidos | Warehouse Life                        |
| 13 de abril de 2016     | Tulsa            | Estados Unidos | Cain's Ballroom                       |
| 15 de abril de 2016     | Tempe            | Estados Unidos | Marquee Theatre                       |
| Europa                  |                  |                |                                       |
| 27 de abril de 2016     | Londres          | Reino Unido    | Arena O2                              |
| 29 de abril de 2016     | Paris            | França         | Zénith de Paris                       |
| 2 de maio de 2016       | Amsterdam        | Países Baixos  | Ziggo Dome                            |
| 3 de maio de 2016       | Colônia          | Alemanha       | Lanxess Arena                         |
| 4 de maio de 2016       | Hamburgo         | Alemanha       | Barclaycard Arena                     |
| 7 de maio de 2016       | Londres          | Reino Unido    | Arena O2                              |
| América do Norte        |                  |                |                                       |
| 13 de maio de 2016      | Chula Vista      | Estados Unidos | Sleep Train Amphitheatre              |
| 11 de junho de 2016     | Wantagh          | Estados Unidos | Nikon at Jones Beach Theater          |
| 18 de junho de 2016     | Mansfield        | Estados Unidos | Xfinity Center                        |
| 19 de junho de 2016     | Buffalo          | Estados Unidos | Canalside                             |
| 15 de julho de 2016     | San Francisco    | Estados Unidos | Ca Great America                      |
| 16 de julho de 2016     | Sacramento       | Estados Unidos | Ace of Spades                         |
| 21 de julho de 2016     | Providence       | Estados Unidos | Lupos                                 |
| 24 de julho de 2016     | Pitsburgo        | Estados Unidos | Satge AE                              |
| 26 de julho de 2016     | Cleveland        | Estados Unidos | House of Blues                        |
| 29 de julho de 2016     | Columbus         | Estados Unidos | Express Live!                         |
| 31 de julho de 2016     | Montreal         | Canadá         | Osheaga                               |
| 1 de agosto de 2016     | Portland         | Estados Unidos | State Theatre                         |
| Oceania                 |                  |                |                                       |
| 12 de agosto de 2016    | Auckland         | Nova Zelândia  | Power Station                         |
| 14 de agosto de 2016    | Sydney           | Austrália      | The Big Top at Luna Park              |
| 16 de agosto de 2016    | Brisbane         | Austrália      | The Tivoli                            |
| 19 de agosto de 2016    | Perth            | Austrália      | Astor Theatre                         |
| América do Norte        |                  |                |                                       |
| 19 de setembro de 2016  | Norfolk          | Estados Unidos | The Norva                             |
| 21 de setembro de 2016  | Richmond         | Estados Unidos | The National                          |
| 22 de setembro de 2016  | Washington D.C.  | Estados Unidos | Echostage                             |
| 25 de setembro de 2016  | Nashville        | Estados Unidos | Ryman Auditorium                      |
| 27 de setembro de 2016  | Cincinnati       | Estados Unidos | Bogarts                               |
| 29 de setembro de 2016  | Memphis          | Estados Unidos | New Daisy Theatre                     |
| 3 de outubro de 2016    | Columbia         | Estados Unidos | Jesse Auditorium                      |
| 5 de outubro de 2016    | Little Rock      | Estados Unidos | Metroplex                             |
| 7 de outubro de 2016    | Oklahoma City    | Estados Unidos | Diamond Ballroom                      |
| 20 de outubro de 2016   | Los Angeles      | Estados Unidos | Shrine Auditorium                     |
| 21 de outubro de 2016   | Las Vegas        | Estados Unidos | The Joint at Hard Rock Hotel & Casino |
| 24 de outubro de 2016   | Albuquerque      | Estados Unidos | Sunshine Theatre                      |
| Europa                  |                  |                |                                       |
| 5 de novembro de 2016   | Lisboa           | Portugal       | Aula Magna                            |
| 6 de novembro de 2016   | Madrid           | Espanha        | Palácio de Vistalegre                 |
| 8 de novembro de 2016   | Milão            | Itália         | Fabrique                              |
| 9 de novembro de 2016   | Colônia          | Alemanha       | Live Music Hall                       |
| 10 de novembro de 2016  | Munique          | Alemanha       | Muffathalle                           |
| 12 de novembro de 2016  | Praga            | Chéquia        | Lucerna Music Bar                     |
| 13 de novembro de 2016  | Berlin           | Alemanha       | Huxley's                              |
| 15 de novembro de 2016  | Copenhaga        | Dinamarca      | Vega                                  |
| 16 de novembro de 2016  | Amesterdão       | Países Baixos  | Paradiso                              |
| 18 de novembro de 2016  | Zurique          | Suíça          | X-tra                                 |
| 21 de novembro de 2016  | Londres          | Reino Unido    | Eventim Apollo                        |

### Concertos cancelados
| Data                   | Cidade     | País        | Local       | Motivo                                                     |
| ---------------------- | ---------- | ----------- | ----------- | ---------------------------------------------------------- |
| 19 de novembro de 2016 | Paris      | França      | Le Trianon  | Concertos cancelados por problemas de saúde da intérprete. |
| 23 de novembro de 2016 | Manchester | Reino Unido | O2 Ritz     | Concertos cancelados por problemas de saúde da intérprete. |
| 24 de novembro de 2016 | Birmingham | Reino Unido | O2 Institue | Concertos cancelados por problemas de saúde da intérprete. |
| 25 de novembro de 2016 | Bristol    | Reino Unido | O2 Academy  | Concertos cancelados por problemas de saúde da intérprete. |
| 27 de novembro de 2016 | Glasgow    | Reino Unido | O2 Academy  | Concertos cancelados por problemas de saúde da intérprete. |
| 28 de novembro de 2016 | Dublin     | Irlanda     | Olympia     | Concertos cancelados por problemas de saúde da intérprete. |